# Arnold Anita
Arnold Anita, (1973. március 17. –) válogatott labdarúgó, középpályás.

## Pályafutása

### A válogatottban
1993 és 1994 között tíz alkalommal szerepelt a válogatottban és egy gólt szerzett.

## Sikerei, díjai
- Magyar bajnokság
  - 3.: 1994–95, 1996–97
- Magyar kupa
  - győztes: 1995, 1997
- Magyar szuperkupa
  - döntős: 1993, 1995

## Statisztika

### Mérkőzései a válogatottban
| Magyarország | Magyarország         | Magyarország         | Magyarország  | Magyarország | Magyarország  | Magyarország     | Magyarország | Magyarország |
| #            | Dátum                | Helyszín             | Hazai         | Eredmény     | Vendég        | Kiírás           | Gólok        | Esemény      |
| ------------ | -------------------- | -------------------- | ------------- | ------------ | ------------- | ---------------- | ------------ | ------------ |
| 1.           | 1993. június 18.     | Czechowice-Dziedzice | Lengyelország | 2 – 2        | Magyarország  | barátságos       | 1            | 25'          |
| 2.           | 1993. június 20.     | Dankowice            | Lengyelország | 0 – 0        | Magyarország  | barátságos       | -            | 73'          |
| 3.           | 1994. április 29.    | Tiszakécske          | Magyarország  | 1 – 0        | Lengyelország | barátságos       | -            |              |
| 4.           | 1994. május 1.       | Kartal               | Magyarország  | 2 – 2        | Lengyelország | barátságos       | -            |              |
| 5.           | 1994. május 14.      | Staré Město          | Csehország    | 0 – 0        | Magyarország  | Eb-selejtező     | -            |              |
| 6.           | 1994. május 22.      | Arad                 | Románia       | 1 – 1        | Magyarország  | barátságos       | -            |              |
| 7.           | 1994. június 4.      | Kecskemét            | Magyarország  | 0 – 4        | Norvégia      | Eb-selejtező     | -            |              |
| 8.           | 1994. augusztus 26.  | Madras (IND)         | Magyarország  | 4 – 0        | Chile         | nemzetközi torna | -            |              |
| 9.           | 1994. augusztus 30.  | Madras (IND)         | Magyarország  | 7 – 0        | Üzbegisztán   | nemzetközi torna | -            |              |
| 10.          | 1994. szeptember 10. | Kecskemét            | Magyarország  | 4 – 4        | Csehország    | Eb-selejtező     | -            |              |
|              | Összesen             |                      |               | 10           | mérkőzés      |                  | 1            | gól          |